# Campionato ucraino di calcio a 5
Il campionato ucraino di calcio a 5 è un insieme di tornei nazionali e regionali organizzati dalla Federazione calcistica dell'Ucraina. La massima serie è denominata "Ekstra-Liga".

## Storia
Dopo la dissoluzione dell'Unione Sovietica, a partire dalla stagione 1993-94 fu giocato il campionato nazionale della Repubblica Ucraina. Già dalla stagione seguente, la Federazione ha organizzato anche l'omologo torneo femminile, in gran parte dominato dal Nika-Universitet Poltava (9 titoli in 13 edizioni). Nella terza stagione sono state istituite le coppe nazionali mentre solo dalla stagione 2005-2006 si disputa la supercoppa maschile. Negli anni 1990 il campionato maschile fu ccaratterizzato dalla rivalità tra Lokomotyv Odessa (tre titoli consecutivi) e Interkas (due). A partire dal decennio successivo è stato lo Šachtar, con cinque titoli in sette anni, a rappresentare l'eccellenza del calcio a 5 ucraino. 

## Albo d'oro

### Campionato della RSS Ucraina
- 1990:  Mechanyzator (1)
- 1991:  Mechanyzator (2)
- 1992:  Nadija Zaporižžja (1)

### Campionato ucraino
- 1993-1994:  Adamas (1)
- 1994-1995:  Mechanyzator  (1)
- 1995-1996:  Lokomotyv Odessa (1)
- 1996-1997:  Lokomotyv Odessa (2)
- 1997-1998:  Lokomotyv Odessa (3)
- 1998-1999:  Interkas (1)
- 1999-2000:  Interkas (2)
- 2000-2001:  Unisport-Budstar (1)
- 2001-2002:  Šachtar (1)
- 2002-2003:  InterKrAZ (3)
- 2003-2004:  Šachtar (2)
- 2004-2005:  Šachtar (3)
- 2005-2006:  Šachtar (4)
- 2006-2007:  Enerhija Leopoli (1)
- 2007-2008:  Šachtar (5)

- 2008-2009:  Tajm Leopoli (1)
- 2009-2010:  Tajm Leopoli (2)
- 2010-2011:  Uragan (1)
- 2011-2012:  Enerhija Leopoli (2)
- 2012-2013:  Lokomotyv Charkiv (1)
- 2013-2014:  Lokomotyv Charkiv (2)
- 2014-2015:  Lokomotyv Charkiv (3)
- 2015-2016:  Enerhija Leopoli (3)
- 2016-2017:  Prodeksim (1)
- 2017-2018:  Prodeksim (2)
- 2018-2019:  Prodeksim (3)
- 2019-2020:  Prodeksim (4)
- 2020-2021:  Uragan (2)
- 2021-2022: edizione interrotta
- 2022-2023:  HIT Kiev (1)

- 2023-2024:  HIT Kiev (2)